# Viktor von Alten (General, 1755)
Adolf Viktor Christian Jobst von Alten (* 2. November 1755 in Burgwedel; † 23. August 1820 in Osnabrück) war ein hannoverscher Generalleutnant.

## Leben

### Herkunft
Seine Eltern waren August Eberhard von Alten (1722–1789) und dessen Ehefrau, Henriette Philippine Marie Hedwig, geborene Freiin von Vincke-Ostenwalde. Sein Vater war Herr auf Wilkenburg und Sundern, Oberhauptmann in Burgwedel sowie Hof- und Kanzleirat. Er hatte vier weitere Brüder, darunter den hannoverschen General Carl von Alten.

### Militärkarriere
Alten trat im April 1770 in das 2. Infanterie-Regiment der kurhannoverschen Armee ein und wurde am 5. August 1774 Sekondeleutnant in der Leibgarde. Am 15. November 1783 wurde er dort Rittmeister, avancierte am 23. Juli 1794 zum Major, bevor er am 3. Dezember 1802 als Oberstleutnant in das 4. Kavallerie-Regiment versetzt wurde. Nach der Besetzung Hannovers durch die Franzosen und der Konvention von Artlenburg ging Alten wie viele Offiziere am 15. November 1803 in die King’s German Legion. Dort wurde er am 19. Dezember 1804 zum Oberst und Kommandeur des 2. Husaren-Regiments ernannt. Am 25. Juli 1810 wurde er zum Generalmajor und als solcher in der Schlacht bei Salamanca am 22. Juli 1812 schwer verwundet.
Nach dem Ende der Koalitionskriege kehrte die Legion in hannoverische Dienste zurück und am 1. März 1816 wurde Alten zum Kommandeur der 3. Kavallerie-Brigade ernannt. Er wurde am 16. April 1818 noch zum Generalleutnant befördert, bevor er am 23. August 1820 in Osnabrück als Oberstinhaber des 2. Husaren-Regiments starb.
Er war seit 1816 Kommandeur des Guelphen-Ordens.

### Familie
Alten heiratete am 24. April 1796 Charlotte Freiin von Kinsky und Tettau (1775–1842). Das Paar hatte mehrere Kinder:
- Robert (1797–1802)
- Wilhelmine (1798–1827) ⚭ Hermann von Estorff († 1827), hannoverscher Rittmeister
- Luise (1799–1874) ⚭ 1821 Wilhelm von Issendorff (1783–1843)[2], hannoverscher Oberst und Kommandeur des Leib-Dragoner-Regiments
- Viktor (1800–1879)[3] ⚭ 1829 Hermine von Schminke (1806–1868), Eltern des preußischen Generals der Kavallerie Karl von Alten
- Eleonore Auguste Johanne Friederike (1802–1839)
- Georg (1815–1882), Geheimer Legationsrat, Generalkonsul in Jerusalem ⚭ 1851 Caroline Juliane Eleonore Luise von Oheimb (1821–1859)